# Magdalena de Valois
Magdalena Walezjuszka, fr. Madeleine de Valois, eng. Madeleine of France (ur. 10 sierpnia 1520, w Saint-Germain-en-Laye, zm. 7 lipca 1537, w Edynburgu) – królewna francuska, królowa Szkocji jako pierwsza żona króla Jakuba V.
Magdalena była piątym dzieckiem (trzecią córką) Franciszka I, króla Francji, i jego pierwszej żony Klaudii Walezjuszki (starszej córki Anny Bretońskiej i Ludwika XII). Jej starszym bratem był Henryk II Walezjusz.
Z powodu jej słabego zdrowia, jej ojciec bardzo długo wahał się, czy wydać ją za mąż. 
20 maja 1536 r. ambasador Francji zaproponował rękę Magdaleny królowi Anglii Henrykowi VIII, jednak ten zdecydowanie odmówił wskazując na młody wiek królewny oraz zmęczenie francuskimi obyczajami (aluzja do ściętej dzień wcześniej Anny Boleyn).
W tym samym czasie król Szkocji Jakub V, siostrzeniec angielskiego króla, poszukiwał sojusznika we Francji. Początkowo miał poślubić Marię, córkę Karola IV de Vendôme, jednak zakochał się w Magdalenie. Króla ujęła delikatność królewny, która prawdopodobnie odwzajemniała jego uczucie.
Jej ojciec, król Franciszek I nie był pewny, czy córka ze względu na swoją chorobę będzie w stanie panować w Szkocji, gdzie jest zimny i surowy klimat. Na ostrzeżenie przed tym faktem, Magdalena odpowiedziała, że najważniejsze dla niej to zostać królową.
Ślub odbył się 1 stycznia 1537 r.. Miał miejsce w katedrze Notre Dame w Paryżu. Przypieczętował on sojusz szkocko-francuski zawarty przeciwko Anglii. Posag królewny wynosił 100 tysięcy liwrów, a dodatkowo Szkocja miała otrzymywać co roku 125 tysięcy liwrów od Francji, co stanowiło duży wzrost w ubogim szkockim skarbu. 
Po ślubie francuski monarcha podjął decyzję, że Magdalena i Jakub mają przeczekać zimę we Francji. W maju 1537 r. małżonkowie przybyli do Szkocji. Magdalena zachorowała na grypę i zmarła dwa miesiące później.  Została pochowana w Opactwie Holyrood w Edynburgu. Wdowiec po niej ożenił się po raz drugi z Marią Gwizjuszką.